# 宇宙世紀の施設と地名
宇宙世紀の施設と地名（うちゅうせいきのしせつとちめい）では、ガンダムシリーズのうち宇宙世紀を舞台とした作品に登場する施設と地名について記述する。

## 地球

### アジア

#### アデン
ゲーム『機動戦士ガンダム戦記 (PlayStation 3)』及びそれを原作とする漫画『機動戦士ガンダム戦記U.C.0081 -水天の涙-』に登場するアラビア半島に存在する宇宙港。一年戦争ではオデッサの後方基地としてオデッサで生産された物資の打ち上げを担っていた。一年戦争末期に連邦軍に奪還されるも、U.C.0081年に勃発した水天の涙作戦においてジオン軍残党勢力に再奪取されインビシブルナイツを宇宙に送る拠点として使用される。
初出はPC-98用ゲーム『リターン・オブ・ジオン』で、ハマーン・カーン戦死の報を受けたアフリカのネオ・ジオン軍残党が宇宙へ撤退するために攻略する。

#### カーシー
映画『機動戦士ガンダム 逆襲のシャア』に登場。インド大陸北部のガンジス川沿いに位置する都市。宗教上の理由から宇宙移民の巡礼客なども訪れ、巡礼客に対する商売なども認められているが、基本的には居住が禁じられている。劇中において家出中のクェス・パラヤがニュータイプになるための修行をしていた。

#### ククルス・ドアンの島
テレビ版『機動戦士ガンダム』第15話「ククルス・ドアンの島」に登場するジオン軍の脱走兵ククルス・ドアンが孤児と共に暮らす島。名称は便宜的なものであり、位置については東シナ海の孤島とする説と、五島列島のどこかとする説がある。
漫画『機動戦士ガンダム THE ORIGIN』の設定を踏襲した劇場アニメ『機動戦士ガンダム ククルス・ドアンの島』では、アジアではなくアフリカのカナリア諸島最北のアレグランサ島とされた。

#### ソドン
テレビ版『機動戦士ガンダム』に登場。中央アジアにある中立地帯で、アムロとランバ・ラルが出会った場所である。

#### 日本
テレビ版『機動戦士ガンダム』では、アムロ・レイは日本の山陰地方出身であり、第13話で故郷を訪れている。『機動戦士Ζガンダム』では、ムラサメ研究所が設置されている。
小説版『機動戦士Ζガンダム』では、カミーユ・ビダンが東京近辺で誕生したと記述されている。
ゲーム『G-SAVIOUR』では、東京（ゲーム中ではTOKYOと表記）が二度のクーデターの舞台となり、ライトニング部隊がその鎮圧を行うことになる。
漫画『機動戦士ガンダム THE ORIGIN』の「特別編 アムロ 0082」でアムロ、ハヤト、フラウらが出雲大社や鳥取砂丘を訪れている。
漫画『機動戦士ガンダム FAR EAST JAPAN』では連邦軍から脱走したMS部隊とオデッサに降下失敗したジオン軍『ギムレット小隊』が、旧世紀に存在した米軍基地跡に残されたとされる核兵器を巡り対決する舞台となる。

#### ニューホンコン
New Hong Kong
テレビ版『機動戦士Ζガンダム』第16-19話、劇場版『機動戦士ΖガンダムII』、映画『機動戦士ガンダムNT』に登場。旧市街地・ニューホンコン・宇宙港および国際空港の3つの地区から構成されている。地球連邦政府の租借地。ルオ商会の拠点。劇中ではサイコガンダムとの戦闘が行われた。全長10キロに及ぶシャトル打ち上げ用レールが建設されており、その重要性から一年戦争ではジオン軍が手をつけなかった数少ない都市である。

##### 香港
映画『機動戦士ガンダム 逆襲のシャア』に登場。映画では「香港」としか呼ばれないが、小説『ベルトーチカ・チルドレン』では「旧ホンコン」と表記されている。香港島の石澳付近にスペースシャトルの空港があり、劇中でハサウェイ・ノアとクェス・パラヤが出会った。
アクシズ落としの標的とされ、作中で香港に残ったミライがその噂を聞きつける場面がある。ただし小説『ベルトーチカ・チルドレン』によれば、香港に落ちるというのは不正確な噂で、実際の標的はメキシコ・シティであるとされている。

#### ハリコフ
漫画『機動戦士ガンダムMS BOYS -ボクたちのジオン独立戦争-』に登場するユーラシア大陸中央部（ウクライナ）に存在するオデッサの後方基地。宇宙港があり宇宙からの補給拠点となっていたが、連邦軍のオデッサ作戦によるジオン軍の敗走に巻き込まれる形で陥落する。

#### ヘルズゲート
小説『機動戦士ガンダム ブレイジングシャドウ』に登場。中東に位置するジオン残党軍の一大拠点。連邦軍高官ルオンズ・ヤージ中将と手を結んだ元地球連邦軍の科学者カノラ・ゾンクシーの支配下に置かれ、数々のテロ活動の本拠地として存在する。切り立った崖の中にあり入口は名前の由来となった巨大な二重の門によってふさがれており、侵入者を内部に閉じ込めて殲滅する（近世城郭の枡形虎口に発想が似る）構造となっている。内部にはMAも建造できる機動兵器開発施設やHLV打ち上げ施設を有する。ヤージの不要になった手駒の処刑場としても使用されていたが、処刑し損ねたシャドウズパイロット、カイン・ラグナードによって復讐の対象となり攻略され、ゾンクシーの死と連動した自爆装置により崩壊した。

#### ブルネイ
小説『ADVANCE OF Ζ 刻に抗いし者』に登場。宇宙からの送電網完成前に学術の振興に力を入れ、世界中の企業の研究施設を招聘することで特別な地位を得ることに成功し、それを守るために大規模な連邦軍基地を誘致・建造した。一年戦争時にはジオン軍の第三次降下作戦の目標地となり地球攻撃軍の拠点の一つとなったが、戦後は連邦軍の手に復帰している。
元ジオンの拠点であるため奪還後も旧ジオンの人間が多く潜り込んでおり、ニューギニア基地攻略のためのカラバの拠点となっている。

#### 万里の長城
漫画「機動戦士ガンダム外伝 極東MS戦線記」（アンソロジーコミック『ガンダム短編集』収録の高山瑞穂の漫画作品）に登場する。作品中ではジオン軍はペキンを攻略できておらず中央アジアモンゴルに本拠地を置くナランソロンゴ・ボルドバヤル大尉率いるジオン公国軍と連邦軍の勢力の境界となっている。

#### ラサ
Lhasa
『機動戦士ガンダム 第08MS小隊』『機動戦士ガンダム 逆襲のシャア』に登場。宇宙世紀0079年にはジオン軍がアプサラスを開発していた。宇宙世紀0092年8月には地球連邦軍の司令部がおかれ、宇宙世紀0093年初頭には地球連邦の首都が置かれていたが、5thルナの落下により壊滅している。
漫画『機動戦士ガンダム0083 REBELLION』では、アルビオンがキンバライド基地戦後に立ち寄り応急補修を受け、ガンダム試作2号機を追って宇宙に上がる。

#### リュグージョ
漫画『機動戦士クロスボーン・ガンダム DUST』に登場。極東に存在する海底都市で、元々はサイド1のコロニー「ムーンムーン」で生活していた住民たちが、長年の自然回帰志向から、ザンスカール戦争のどさくさに紛れて地球に土地を手に入れ帰還したものの、宇宙育ちが地球の自然環境で暮らすことは想像以上に過酷であり、それに耐えきれなかった住民たちが、コロニーと大差ない環境を求めて海底に建設した都市で、住民たちはそのまま地表から海底に引きこもっている。宇宙世紀0169年には、木星共和国のタカ派との取引で再び宇宙に上がろうとする支配者層と、地球に順応し残留を希望する「地表同盟」の間で諍いが起きている。

### ヨーロッパ

#### アーティ・ジブラルタル
『機動戦士Vガンダム』に登場。宇宙引越公社のヨーロッパ支局がある。マスドライバー建設のために、旧ジブラルタル付近を埋め立てて造成された。リガ・ミリティアとイエロージャケットが交戦し、シュラク隊のマヘリアとケイトが戦死した。

#### ウーイッグ
『機動戦士Vガンダム』に登場。ポイント・カサレリアの近くにある都市。旧世紀でいうチェコ共和国のプラハに相当する。宇宙世紀0153年には地球に住むことを許された者たちのための特別区となっていたが、ベスパの空襲により壊滅する。

#### オデッサ
『機動戦士ガンダム』に登場。一年戦争当時、地球上におけるジオン軍最大の拠点となり、周辺の鉱山から採掘された資源の打ち上げも行われていた。連邦軍のオデッサ作戦により奪回される。漫画『機動戦士ガンダム THE ORIGIN』では、「ポチョムキンの階段」に立つギャンが描かれている。

#### ダブリン
『機動戦士ガンダムΖΖ』に登場。宇宙世紀0088年、ダカールから疎開した連邦政府首脳たちが郊外の「ぶな屋敷」に滞在していた。その後、ハマーン・カーンによるコロニー落としで壊滅する。

#### チェコスロバキア
ゲーム『G-SAVIOUR』に登場。70年ほど前の戦争で空から落ちてきた物を利用してプロジェクトレイブンの新型モビルウェポン生産基地が極秘に建設されていた。

#### バイコヌール宇宙基地
雑誌企画『ガンダム・センチネル』でペガサスIIIを中心とするα任務部隊の艦隊がここから打ち上げられた。
漫画版『機動戦士ガンダム戦記 Lost War Chronicles』ではジオン軍が終戦時まで保持している数少ない打ち上げ基地として描かれており、地球連邦軍MS特殊部隊第3小隊デルタチームとジオン公国MS特務遊撃隊軍レッドチームの最終決戦の地となった。

#### ベルファスト
『機動戦士ガンダム』に登場。地球連邦軍の基地があり、オデッサ作戦に参加する兵力の集結拠点の一つであった他、ホワイトベースがオデッサ作戦終了後に整備を受けた。また、ミハル・ラトキエが潜入した。
『機動戦士ガンダム戦記 (PlayStation 3)』及びそれを原作とする漫画『機動戦士ガンダム戦記U.C.0081 -水天の涙-』では、水天の涙作戦決行のために物資を強奪しようとするジオン残党軍のグラブロを含む潜水艦隊の襲撃を受ける。また開発中止となったRX-81ジーライン2機が格納庫に保管されていたが、遊撃特務部隊「ファントムスイープ」に配備するためにオプション兵装と共に引き渡されている。

#### ポイント・カサレリア
『機動戦士Vガンダム』に登場。連なる山や谷の中の深い森に、地球連邦政府から認められていない不法居住者が寄り集まってできた集落で、物語の主人公ウッソ・エヴィンとシャクティ・カリンが住んでいた。
地球上では地球連邦政府から居住を認められた者しか住む事が許されないが、それに反して地球に住んでいる不法滞在者たちが寄り集まってできた集落の一つであり、「カサレリア」という名前も彼等が勝手に付けた物で、南太平洋（ポリネシア）の言葉で「こんにちは、さようなら、ありがとう、ようこそ」等の挨拶を意味する言葉である。そこに住む人々は見つからないように森の中に暮らし、煙や明かりにも注意を払っている。食料はほぼ自給自足で賄い、一部の生活必需品は近郊の都市ウーイッグで食料等を換金し入手しているのが常とされる。
なお、監督である富野由悠季は、東欧に舞台を設定した理由を「Vガンダムはユーゴスラビア紛争をイメージした話」だから、としている。

#### ラゲーン
『機動戦士Vガンダム』に登場。ザンスカール帝国軍の基地がある。もともとは国際空港だったが、帝国軍に接収され要塞化された。

#### ロンドン
OVA『機動戦士ガンダム MS IGLOO -1年戦争秘録-』第3話に登場。連邦軍プロパガンダ放送「メリーさんの羊」の提供に "EFSF LONDON" の記載がある。なお "EFSF" とは「地球連邦宇宙軍」の略である。

#### ワルシャワ
『機動戦士ガンダム』に登場。連邦軍の一大反抗作戦であるオデッサ作戦においてレビル将軍率いる第3軍の集結ポイントとなり野戦本部が設営された。

### アフリカ

#### エルゴレア
『機動戦士ガンダムΖΖ』第29話に登場。砂漠にある街。エゥーゴの基地があり、ネオ・ジオンのオウギュスト・ギダンが率いる部隊に襲撃される。

#### ガルダーヤ
『機動戦士ガンダムΖΖ』第30-31話に登場。砂漠にある街。宇宙世紀0088年時、身分証がなければ街に入れなかった。大規模な地下街が形成されている。

#### キリマンジャロ基地
Kilimanjaro Base
テレビ版『機動戦士Ζガンダム』に登場するティターンズの拠点であり、地球連邦軍アフリカ方面の大規模な軍事拠点。キリマンジャロ山に設けられ、宇宙港施設やニュータイプ研究所も併設されていた。
宇宙世紀0087年11月、エゥーゴとカラバが連携して攻撃。カラバの突撃部隊の活躍で内部が爆発、誘爆により山頂全体を爆発させ陥落する。
スマートフォンゲームアプリ『機動戦士ガンダム U.C. ENGAGE』のイベント「アムロシャアモード」では、テレビ版とも劇場版とも異なるストーリー展開でキリマンジャロ攻略戦が描かれた。基地機能の大半を破壊するものの、ジャミトフ・ハイマンがシャトルで脱出した時点でカラバに制圧できるだけの地上部隊は残っておらず、撤退している。
ゲーム『G-SAVIOUR』では、宇宙世紀0223年時にはこの地には新たに山岳要塞が存在し、無人MSであるモビルウェポンの研究開発が行われている。遠距離からの砲撃を寄せ付けない強力なエネルギーフィールドがあるため、補給ルートを辿ったMSによる攻撃作戦を行うことになる。

#### キンバライド基地
Kimbareid
『機動戦士ガンダム0083 STARDUST MEMORY』第4話に登場。ジオン公国軍の基地。アフリカ東部、キリマンジャロ山からそう遠くない場所に位置する。
宇宙世紀0079年11月に行われた地球連邦軍のオデッサ作戦後にアフリカ方面へ退却した部隊がダイヤモンド鉱山跡を利用し構築。最低限の設備しかなく自給自足の生活をする事になったが、基地司令官ノイエン・ビッター少将らのジオン再興の志の下、基地の戦力が保たれた。
宇宙世紀0083年10月、デラーズ・フリートのアナベル・ガトーとガンダム試作2号機をHLVで宇宙へ帰還させるため、基地に残されたモビルスーツ10機でアルビオンと交戦。基地司令官は戦死、モビルスーツも全て撃破されたが、HLV打ち上げに成功。この成功を確認後、司令官の最後の指令に従い残存兵は連邦軍に降伏した。

#### ダカール
Dakar
『機動戦士Ζガンダム』『機動戦士ガンダムΖΖ』などに登場する都市。アフリカ北西部に位置し、宇宙世紀0087年時には地球連邦の首都が置かれていた。当地で開かれる議会には、エゥーゴ、ティターンズの代表も参加している。
宇宙世紀0088年には、地球へ降下したネオ・ジオンに制圧される。
宇宙世紀0093年にはチベットのラサへと議会及び首都機能が移転していたようだが、5thルナの落下によりラサが壊滅した後、小説『機動戦士ガンダムUC』では再び首都として登場している。
『機動戦士ガンダムUC』では、ローナン・マーセナスが当地を地球連邦の首都にしたとされている。宇宙世紀0096年、ガーベイ・エンタープライズ会長であるマハディ・ガーベイの企てた侵攻作戦によって、彼の駆るMA、シャンブロの猛攻で都市の大半が破壊された。
OVA版でもロニ・ガーベイの搭乗するシャンブロとヨンム・カークス率いるジオン残党軍に襲撃され大きな被害を被るものの、襲撃の目的が陽動だったため小説版と比較すれば軽微な被害に留まっている。

#### ハルツーム基地
『GUNDAM LEGACY』に登場する地球連邦軍の基地。
宇宙世紀0084年、基地司令シュルツ・ノーマン大佐は同基地地下保管庫で大戦時に所在不明になっていた気化弾頭を発見。
司令は弾頭の横流しを目論むが、レンチェフ率いるジオン残党に奪われ、サイド3に対するテロ計画に使用される。
小説『ADVANCE OF Ζ ティターンズの旗のもとに』では、宇宙世紀0085年10月、ティターンズにより試作MSキハール及びダンディライアンのテストが行われた。

### 北アメリカ

#### アンダーフック
『機動戦士Vガンダム』に登場するメキシコ湾内に建造された人工海洋都市。かつて宇宙移民の実験施設として建造され、居住地区は海上から海底まで数層におよぶ。リガ・ミリティアの協力者がいるといわれていたが、実際はマリア主義者が潜伏していた。リガ・ミリティアとベスパの戦闘に巻き込まれ崩壊する。

#### オーガスタ基地、 オーガスタ研究所
Augusta Base
地球連邦軍の軍事基地。オーガスタ研究所を併設。

#### オークリー基地
Oakly Base
『機動戦士ガンダム0083 STARDUST MEMORY』に登場する地球連邦軍の軍事基地。デラーズ紛争後、懲役を科せられていたコウ・ウラキが、罪状が消滅したことで釈放されて赴任する。

#### キャリフォルニアベース
California Base
『機動戦士ガンダム』に登場する軍事基地。本編劇中では名前のみ登場。なお、初期には「キャルフォルニア」と記述・発音されることが多かった。
『機動戦士Ζガンダム』第15話では旧サンフランシスコ付近が舞台となり、ゴールデンゲートブリッジの残骸が登場した。
以下は後付された主な設定である。
かつての大国の軍事拠点が集結していた北アメリカ大陸西側の海岸沿いにあり、一年戦争開戦時は地球連邦軍本部ジャブロー防衛の要だった。ジオン軍の第2次降下作戦で占領され、それ以降はジオン軍の重要軍事拠点となったほか、ドックにあったU型潜水艦が奪われ、ハワイ陥落の原因ともなった。「定期便」とも呼ばれるジオンのガウ攻撃空母によるジャブロー爆撃も、ジャブロー強襲作戦時のガウもここから飛び立っている。水陸両用モビルスーツのゾックもここに配属されており、劇中でキャリフォルニアが初言及されたのはゾックのシーンにおける台詞である。
だがジャブロー強襲作戦の失敗での戦力の弱体化と戦場が宇宙に移行したことにより、戦争末期の12月に多数のHLVやザンジバルを打ち上げた後、連邦軍に奪還される。このとき、モルモット部隊とその所属下にあり、いわく付きの機能である「EXAMシステム」を搭載したブルーディスティニー1号機も参加し、乱入してきたイフリート改と交戦した結果、双方とも機体が大破している。これに加え、同じ頃に戦死したはずのガルマ・ザビを名乗る何者かが専用のザクII FS型を駆り、敗色濃厚だったジオン軍を鼓舞するという事件が発生。この結果、基地は徹底抗戦派と撤退派に二分されてしまう。同時期に撤退派であったグエイドン参謀が連邦軍の将校と和平のためにモハベ砂漠で会談することになっていたが、ガルマを名乗る人物に先導された徹底抗戦派は基地内にあったザンジバル級を強奪して会談予定地点に特攻し、その場にいた両軍を全滅させるという事態にまで発展している。
奪還後は末期の戦闘のためにジムの製造が行われ続け、一年戦争終了までに少なくとも500機あまりが製造されていた。
一年戦争後はアナハイム・エレクトロニクスのキャリフォルニア・ベース支社が置かれており、旧ハービック社系社員の開発拠点となっている。

#### ケープケネディ
『機動戦士Ζガンダム』に登場。旧世紀にはアメリカ合衆国による宇宙開発の拠点だった場所。宇宙世紀0087年には宇宙港が置かれている。戦争博物館も併設されており、ハヤト・コバヤシが館長を務めている。劇場版『機動戦士Ζガンダム A New Translation -星を継ぐ者-』では、ハヤトが「ニュー・ケネディ」と呼んでいる。

#### シャイアン基地
小説版『機動戦士Ζガンダム』ならびにアニメ版『機動戦士ガンダムUC』に登場。旧世紀にアメリカ合衆国により構築された防空基地。核攻撃に備え、シャイアン山の地下に建造されている。左遷された将兵が管理するだけの場所とされ、一年戦争後にはアムロ・レイも所属していた。
宇宙世紀0096年時は極秘裏にコロニーレーザー「グリプス2」の管制施設「カフカスの森」が設けられ、左遷された将兵とは別の人員が管理している。MSはZプラスやジェガンやグスタフ・カール等の強力な物が配備されている。基地司令はエイブルス中将。シャイアン・マウンテン空軍基地が実在するが、同一であるかは不明。

#### セント・アンジェ
『機動戦士ガンダム』に登場。グレート・キャニオンとミッド湖の近くにあった村。『機動戦士ガンダム』第8話で、かつてこの村からサイド7へ移住した男の妻と息子が亡き夫（父親）の故郷を目指すが、戦乱により廃墟すら残らぬ荒野になっていた。

#### ニューヤーク
New Yark
『機動戦士ガンダム』に登場する軍事基地。かつてのアメリカ合衆国の都市ニューヨークがあった場所にある。一年戦争当時はジオン軍による度重なる空襲で廃墟と化していた。ジオン公国軍の北米方面司令部が置かれているが、ジオンの北米での大きな拠点はニューヤークとキャリフォルニアベースである。
『機動戦士ガンダム』ではジオン軍北米大陸の司令官ガルマ・ザビ大佐が戦死している。
漫画『機動戦士ガンダムΖΖ外伝 ジオンの幻陽』では、一年戦争後、8年の歳月をかけて基地および都市の復興に努めていたものの、宇宙世紀0088年8月、ネオ・ジオンによる地球侵攻作戦によって再度当地は陥落している。
小説『機動戦士ガンダムUC』ではニューヤークと呼ばれていることについて、宇宙世紀施行の前年にはすでにこの名称が用いられており、地球連邦黎明期の戦争で荒廃したニューヨークが復興された際に改称されたという設定となっている。
データコレクション一年戦争編2において地球連邦の首都という記載あり

#### ハミルトン基地
Hamilton
『機動戦士ガンダム外伝 THE BLUE DESTINY』に登場する基地。「EXAMシステム」搭載MSの実験が行われており、第11独立機械化混成部隊（通称：モルモット隊）に、新型のEXAM搭載機であるブルーディスティニー2号機が配備される事になっていたが、ニムバス・シュターゼン率いるジオン軍によってブルーディスティニー2号機は強奪され、開発者のクルスト博士も死亡している。

#### ヒッコリー
Hickory
『機動戦士Ζガンダム』に登場するカラバの基地。北米の西海岸側に位置し、「バンデンバーグ」の近くにある（『機動戦士Ζガンダム』第13話より）。ここよりクワトロ・バジーナとカツ・コバヤシが宇宙へ上がった（第16話）。
ヒッコリーの位置は実在の地名と一致しない。小説版でもヒッコリーはコードネームであるとしている。同時に名前が挙がっているバンデンバーグは実在のヴァンデンバーグ空軍基地を想定したものと思われ、こちらも地名ではない。

#### マッカラン基地
漫画『機動戦士ガンダム ラストホライズン』に登場する連邦軍基地。マッカランは地名としては実在しないが、ラスベガスの近くにある。なおラスベガスはジオンの占領下にあっても変わらずギャンブルと娯楽の街であり続け、ガルマの戦死以前には連邦に奪還されている。

#### ロッキー・シティ
漫画『機動戦士クロスボーン・ガンダム LOVE&PIECE』に登場。ロッキー山脈を横断する渓谷のひとつの寒冷地に位置する街。0171年に統率するアプリコット・タテクウ曰く、ザンスカール帝国のどこかの部隊が北米侵攻用に準備していたらしく、建物や衣装が中南米にあったインカ帝国やマヤ文明を模したものとなっている。終戦により放置されるが、アプリコットの親たちが見つけ入植、当初はテーマパークの跡地かと思ったとのこと。

### 南アメリカ

#### ジャブロー
『機動戦士ガンダム』『機動戦士Ζガンダム』などに登場。少なくともU.C.0079以前からU.C.0087まで、地球連邦軍の総司令部があった。

#### マチュピチュ
『機動戦士クロスボーン・ガンダム ゴースト』などに登場。「マリア・シティ」と称される、エル・ザンスカール帝国の本拠地。

#### リオデジャネイロ
ゲーム『G-SAVIOUR』に登場。郊外の宇宙港がセツルメント国家議会軍の管轄下に置かれており、それを民間に開放するためにイルミナーティのライトニング部隊が介入を行う。

### オセアニア

#### アデレード
オーストラリア南部の都市。
小説『機動戦士ガンダム外伝 コロニーの落ちた地で…』では、連邦軍のオーストラリアでの一大反抗作戦において、重要と見られている三つの拠点の一つである。
小説『ADVANCE OF Ζ 刻に抗いし者』では、宇宙世紀87年時点においてオーストラリア大陸最大の海軍基地として登場、基地司令が親ティターンズであることから一部区画をティターンズが間借りしておりケラウノスの攻撃対象となった。
小説『機動戦士ガンダム 閃光のハサウェイ』では、オーストラリア南部に位置する大都市でU.C.0105年頃にはこの地に地球連邦政府議会が設置されていた。議場周辺にはビームバリアーが張られている。
作品の発表された順番からしてチベットのラサから連邦政府の機能を移転したものと思われる。

#### アリス・スプリングス
オーストラリア中央部の都市で、大陸縦断鉄道が通る交通の要衝。
小説『機動戦士ガンダム外伝 コロニーの落ちた地で…』では、連邦軍のオーストラリアでの一大反抗作戦において、重要と見られている三つの拠点の一つである。この都市の攻略を命じられた連邦軍ホワイト・ディンゴ隊と、輸送列車が通過するまで死守するよう命じられたジオン軍の駐留部隊が、共に民間人や施設の被害を最小限に抑えようとしたことにより、一時的に休戦が成立。駐留部隊は輸送列車の通過後に撤退した。

#### ゴールドコースト
映画『機動戦士ガンダムNT』に登場。シドニー北東に所在する都市。映画の主要登場人物であるヨナたちが、少年時代を過ごした故郷として登場。また、シドニーがコロニー落としの直撃により壊滅した後は廃墟として登場する。
『NT』のノベライズ版では詳細な描写やエピソードが追加されている。

#### シドニー湾
『機動戦士ガンダム0083 STARDUST MEMORY』に登場。一年戦争当初、アイランド・イフィッシュの前半部がシドニーを直撃して形成された直径500kmにおよぶ湾。
小説版『機動戦士ガンダムUC』第7巻では最大直径800km、ニューサウスウェールズ州をほとんど抉り取ったと表現されている。
映画『機動戦士ガンダムNT』では、コロニー落としの直撃を受ける瞬間の市街地が地上視点から描写されている。
ゲーム『G-SAVIOUR』では、コロニー（劇中の舞台である宇宙世紀220年代においてはコロニーはセツルメントと改称されているため、「かつてコロニーと呼ばれたセツルメント」と表現されていた）の残骸内部がステージとして登場し、内部には遥か昔のMSであるザクIやズゴックの残骸を見ることが出来る。本作ではコロニー本体の一部が地面に斜めに突き刺さっているという設定になっている。

#### ダーウィン
Darwin
オーストラリア北部の都市。
小説『機動戦士ガンダム外伝 コロニーの落ちた地で…』では、連邦軍のオーストラリアでの一大反抗作戦において、重要と見られている三つの拠点の一つである。

#### トリントン基地
Torrington Base
『機動戦士ガンダム0083 STARDUST MEMORY』などに登場する地球連邦軍の軍事基地。オーストラリア東部に位置し、シドニー湾の北方にある。基地内には核貯蔵施設が置かれ、南極条約で使用が禁止された核弾頭がこの基地に保管されており、貯蔵施設それ自体も核爆発に耐えうるだけの強度を持つ。なお、核貯蔵施設の存在は秘匿されており、一年戦争中は、表向きには戦略的価値の低い後方支援基地とされていた。
小説版『機動戦士ガンダム外伝 コロニーの落ちた地で…』では、一年戦争時この基地の防衛を担当していた近隣のチャールビル基地がジオン軍オーストラリア方面軍の攻撃を受けている隙に、核を奪取しようとしたジオン軍特殊部隊マッチモニードに襲撃されている。だが、コンピュータロックの解除が行われていたところを連邦軍のホワイト・ディンゴ隊により妨害され、周囲にいたMS隊も彼らが排除したため、難を逃れた。
一年戦争終戦後には、コロニー落としによって極端に人口が減少した地域であることを活かして、核貯蔵施設としてのみならず、新型兵器のテスト拠点としても利用されていた。宇宙世紀0083年10月には、基地内に侵入したデラーズ・フリートが、核弾頭を搭載したガンダム試作2号機を強奪。デラーズ紛争開戦の発端となった。デラーズ・フリートのモビルスーツ隊とユーコン級潜水艦からの攻撃で壊滅的な被害を受け、基地司令官マーネリ准将も戦死している。
アニメ版『機動戦士ガンダムUC』で描かれた宇宙世紀0096年には、シドニー湾に湾岸基地があり、本基地との間に街が形成されている。基地の重要性は低く認識されており、一年戦争やグリプス戦役時に活躍したMS・兵器がおもに配備されている。また、外伝漫画『機動戦士ガンダムUC 星月の欠片』によれば、元ティターンズの将兵が数名左遷され本基地に勤務している。各地に潜伏していた公国軍残党が集結しての大規模な襲撃を受けるが、ロンド・ベル隊の支援などもあり辛くも撃退する。しかし、湾岸基地から上陸したMAシャンブロは街を迂回せずに本基地へ直進、さらに無差別攻撃をおこなっており、民間人に多数の死傷者を出す。

#### ニューギニア基地
小説版『ジオニックフロント 機動戦士ガンダム0079』では、ニューギニアに衛星軌道上の標的も攻撃可能な地球連邦軍の防空砲台があった。ブリティッシュ作戦を成功させるためにゲラート・シュマイザーが防空砲台を攻撃、破壊するが、自らも負傷してパイロット生命を絶たれる。
『機動戦士Ζガンダム』ではティターンズの基地が置かれているが、いまだ建設途中である。その存在は劇中で数回言及があり、第20話でアウドムラが近くここを攻撃する段取りをしている。その他の設定は乏しく、バーザムの開発拠点として各種資料に名前が掲載されている程度である。
『ADVANCE OF Ζ 刻に抗いし者』で、宇宙世紀0087年7月にアウドムラを含むカラバの攻撃を受け、制圧されるまでが描かれている。基地ではバーザムのほかにマタ・ビリというモビルフォートレスを独自に開発しており、実戦投入している。

#### ヒューエンデン基地
『機動戦士ガンダム外伝 コロニーの落ちた地で…』に登場。オーストラリア北東部にあり、ジオン軍がオーストラリア大陸に持つ唯一の打ち上げ施設だった。一年戦争終戦の日であるUC0080年1月3日に連邦軍に陥落するまでジオン軍が保持し続け宇宙への将兵や物資の打ち上げが行われた。

#### ポートモレスビー基地
『GUNDAM LEGACY』に登場。元は地球連邦軍の基地だったが、ジオンに占領される。その後奪還を焦った連邦軍のブーフハイム中佐が気化弾頭を発射、街ごと消滅の危機に陥るが、かろうじて阻止された
『機動戦士Ζガンダム Define』において名前のみ登場、地球連邦地上軍の総司令部としてジャブローより移転している。
ただ作中時期は、移転したばかりで本格稼働できなかったと作中で描写されている。

#### メルボルン
『機動戦士ガンダム外伝 コロニーの落ちた地で…』に登場。オーストラリア南東部にある都市。ジオン公国オーストラリア駐屯軍司令部が置かれていたが、連邦軍の反抗作戦開始と共に放棄された。以後オーストラリア駐屯軍司令部は各地を移動しながら月の階段作戦の準備をすることとなる。

### 極圏

#### ドライヴァレー
ゲーム『G-SAVIOUR』に登場。議会軍の基地が置かれている。イルミナーティのライトニング部隊が攻撃を行い、G3セイバーの初陣となった。

#### 南極大陸
一年戦争初期に、観測基地に設けられた特設会場で地球連邦とジオン公国の休戦条約締結のための交渉がおこなわれる。交渉中に捕虜となっていた連邦軍レビル中将奪還の報と、中将による「ジオンに兵なし」の演説放送により、「南極条約」は軍事条約として締結される。
漫画・アニメ『機動戦士ガンダム THE ORIGIN』では、交渉は南極大陸に建設された、透明なドームに覆われた国際共同観測都市スコット・シティにおいておこなわれている。

#### 北極
『機動戦士ガンダム0080 ポケットの中の戦争』において、地球連邦軍北極基地が登場。詳細な位置などの設定は不明である。連邦軍の試作MSを積んだシャトルを狙ったジオン公国軍の特殊部隊「サイクロプス隊」の襲撃を受ける。

## 宇宙（地球圏）

### サイド
スペースコロニーの集合体。サイド1からサイド7までが存在。

### 要塞・小惑星基地

#### アクシズ
ハマーン・カーン率いるネオ・ジオンの本拠地。宇宙世紀0087年に地球圏へ移動してきた。

#### ア・バオア・クー
ジオン公国の宇宙要塞。一年戦争の最後の戦いの舞台となった。

##### ゼダンの門
ア・バオア・クーを占領した地球連邦軍がサイド7付近に移設し「ゼダンの門」と改名。

#### 茨の園
ジオン公国軍残党勢力デラーズ・フリートの宇宙要塞。旧サイド5に存在する暗礁宙域に建造されている。

#### イルルヤンカシュ宇宙要塞
ガンダムマガジン版漫画『機動戦士ガンダムF91 フォーミュラー戦記0122』及び『機動戦士ガンダム クライマックスU.C. 紡がれし血統』に登場するクロスボーン・バンガードの宇宙要塞。

#### カイラスギリー
テレビアニメ『機動戦士Vガンダム』及び『∀ガンダム』に登場する架空の宇宙要塞。

#### キケロ
『機動戦士ガンダムΖΖ』に登場する鉱山小惑星。
第一次ネオ・ジオン抗争終盤、ネオ・ジオンの拠点コア3と接続された。ロイ・レビンに率いられた鉱山労働者はネオ・ジオンによる鉱山支配への抵抗運動を行っており、エゥーゴ所属のネェル・アーガマクルーの支援を受けコア3とのドッキングベイを破壊し離脱することに成功。

#### ソロモン
一年戦争時のジオン公国の宇宙要塞。
ソロモンを占領した地球連邦軍が「コンペイトウ(コンペイ島)」と改名。

#### ダモクレス
『ADVANCE OF Ζ 刻に抗いし者』及び『審判のメイス』に登場するエゥーゴの小惑星基地。元はコロニー建設時代初期に太陽系外縁から運ばれてきた資源惑星で資源採掘後に辺境宙域に放置されていたが、一年戦争勃発時のコロニー潰しで破壊されたコロニーと衝突し周辺が暗礁宙域化。それを生かして一年戦争末期にジオン軍がゲリラ拠点として基地化した。一年戦争後もジオン残党の拠点となっていたが、デラーズに呼応してジオン残党が出撃し空き家となっていたため徐々に反地球連邦活動家の集結地点となりエゥーゴの拠点と化す。大きさはソロモンの四分の一ほどで核パルスエンジンが設置されており、巡洋艦数隻を維持補修する能力がある。グリプス戦役終了後は地球連邦軍の基地となるがカメラードに占領された。当初は核パルスエンジンを使用して地球に当基地を投下する、いわゆる隕石落としを行うと推測されていたが、カメラードの目的は彗星C/UC0089に唯一追いつける拠点となる当基地の核パルスエンジンの破壊及びダモクレスに保管してあった艦艇用長距離ブースターの自軍艦艇への設置であった。

#### パラオ
Palau
『機動戦士ガンダムUC』に登場。鉱物資源衛星で、L1点の暗礁宙域の外れに位置する。三角錐状の岩塊「萼（カリクス）」の底面に3つの不揃いな形の岩塊「花冠（カローラ）A, B, C」が密接し、おのおのが10本の連結シャフトで繋ぎ合わされている。コロニー公社の職員しか知らないような辺鄙な衛星であるが、カリクスは当初小惑星帯にあり（その頃、坑道に教会が作られている）、旧世紀に牽引されており歴史は古い。全長30数キロメートル、最大直径は15キロメートルに達する。
カリクスには直径1.6キロメートル、長さ2キロメートルに達する円筒形の居住ブロックが2つ埋め込まれ、回転により遠心重力を発生させるとともに、先端に設けられたカッタードリルで巨大なシールドマシンとして岩盤を掘り進む。採掘場の終点にはマス・ドライバーがあり、採掘した鉱物を定期的に打ち出す。居住ブロックのひとつは総督府を中心とするアッパータウン、もうひとつは現場作業者が住むダウンタウンとなっており、約3万人が住んでいる。ただし、岩塊が良質な鉱脈ではないため住民は困窮している。コロニー公社が本衛星の閉鎖を決定した際に、ジオン公国のシンパで資産家のペペ・メンゲナンが買い取って総督を名乗り、「パラオ」と名付けられ、サイド6の特別行政区に指定される。
宇宙世紀0096年にはネオ・ジオン残党「袖付き」に拠点として提供され、基地化している。4月12日、ユニコーンガンダムとバナージ・リンクス奪還のため、エコーズの爆破工作によって連結シャフトがすべて断裂される。直後にネェル・アーガマのハイパー・メガ粒子砲がカローラAを直撃。地表蒸発時の噴出エネルギーによって推進したカローラAが、残りのカローラをビリヤードの要領で巻き込んでカリクスに衝突し、軍港を封鎖すると同時に、衝撃で崩れ落ちた岩塊によって停泊中の艦艇を押しつぶしている。これ以降もネェル・アーガマ側による作戦がほぼ予定通りに進行したことにより、「袖付き」は駐留部隊が大きな被害を受け、保有していた艦艇のほとんどを失う。この結果、「袖付き」はパラオを放棄している。

#### 5thルナ
『機動戦士ガンダム 逆襲のシャア』に登場する小惑星。「フィフス・ルナ」と読む。第二次ネオ・ジオン抗争初期に、地球のラサへ落とされた。

#### ペズン
模型企画『MS-X』『ガンダム・センチネル』に登場。かつてジオン公国軍のペズン計画が行われた小惑星基地であり、ラグランジュ4に存在する。一年戦争後は地球連邦軍教導団の拠点となり、グリプス戦役末期にはニューディサイズによる反乱が発生した。ニューディサイズは衛星ミサイル群と宇宙作業用プラットホームを改造した砲台群による防衛機構「悪魔の花園」を周辺に構築するが、砲台群のエネルギー供給源である発電衛星「SOL7804」を討伐部隊「α任務部隊」との戦闘によって喪失し、ペズンの放棄を決定する。最後は、ニューディサイズの離脱時にα任務部隊への陽動として核兵器で爆破され、消滅した。

#### ペンタ
『ガンダム・センチネル』に登場する低軌道連絡宇宙ステーション。地球本星艦隊の母港で、当時としては珍しいコロニーを除く完全人工天体の軍事基地である。円筒状の中心部分から5本の桟橋が伸びておりそれが五角形を形成している。ペンタはその形状からついた愛称である。α任務部隊の出撃母港として最終艤装を行った。ニューディサイズ討伐部隊の主力として所属するエイノー分艦隊を派遣したが、エイノーがニューディサイズに同調し離反したため、残存する地球本星艦隊がエイノー艦隊討伐のため出撃。ほぼ全ての所属部隊が出撃してしまっていたため、月から離脱してきたニューディサイズ残存艦隊に占領されてしまう。その後ダカール降下作戦の最終調整を行ったニューディサイズに放棄され地球本星艦隊に奪還された。

#### ルナツー
Luna 2, Luna II
『機動戦士ガンダム』、『機動戦士Ζガンダム』、『機動戦士ガンダム 逆襲のシャア』に登場。スペースコロニー建設用の鉱物資源を採取するために、宇宙世紀0045年にアステロイドベルトから月の軌道上に運ばれてきた小惑星ユノーが、宇宙世紀0060年頃から地球連邦軍によって軍事基地に改造されたもの。
『機動戦士ガンダム』の時点では、月とは地球を挟んで正反対のサイド7付近（L3宙域）に配置されている。第2の月（ルナ）という意味から、「ルナツー」と名付けられた。核攻撃にも耐えられる厚い岩盤層の中にドックや整備・補給を行う施設を保有する。また内部には遠心重力装置が設置されていた。
一年戦争においては、宇宙のほとんどをジオン公国軍に制圧された結果、宇宙において唯一の地球連邦軍の拠点ともなっている。これは、既に本国周辺の防備も本国 - 地球間のルートも確立したジオンにとって、地球の裏側にあるルナツーは、攻略する程の戦略的価値がないと思われたからである。このためルナツー内部では「目立つとジオンに攻撃される」という認識の下で事なかれ主義が蔓延していた。もっとも、宇宙で唯一の拠点かつ孤立しているという地理的条件から見れば、当然の処置ではある（オリジン版ワッケインもこの点を語っている）。一方で、連邦軍がサイド7をV作戦の拠点としていたのも、近隣のルナツーの存在によりジオンの勢力圏外であった事が大きい。装備は充実しており、シャア・アズナブルも一目置いていた。戦争末期の「星一号作戦」に際して、主にジムやボールなどの量産をここで行い、ジャブローから上がってきた艦艇にそれらを引き渡す役割をした。
『機動戦士ガンダム』第4話にて初登場するも、将官ではなく佐官であるワッケイン少佐が要塞司令官兼駐留艦隊司令官であったり、シャア・アズナブルに簡単に潜入されてしまうあたり、当時の連邦軍の軍備が整っていなかった事がうかがえる。劇場版ではルナツーでのエピソードは大幅にカットされ、ホワイトベースは負傷していたパオロ艦長らの下船とわずかな補給のみで早々に発っている。一方、漫画『機動戦士ガンダム THE ORIGIN』では、TV版に近い描写が成されており、加えてシャア・セイラ兄妹の再会の舞台ともなっている。
グリプス戦役（『機動戦士Ζガンダム』）時には、ルナツー駐留の地球連邦軍はティターンズに協力していたことが知られている。グリプス、ゼダンの門とともにティターンズの根拠地を構成した。所属艦艇には、サラミス改級ボスニア等がある。
第二次ネオ・ジオン抗争では、シャア・アズナブル率いるネオ・ジオンの艦隊が武装解除を装いルナツーへ接近。地球連邦軍の駐留部隊を襲撃して一時占拠し、核兵器を持ち出している。
宇宙世紀の先の時代、リギルド・センチュリー（『ガンダム Gのレコンギスタ』）では、トワサンガの居住用スペースコロニー「シラノ-5」に改造されている。採掘によって、宇宙世紀時代から大きく形状が変わっている。

##### 『ガンダム Gのレコンギスタ』における設定変更案
『ガンダム Gのレコンギスタ』の監督である富野由悠季は後に著書において、『ガンダム Gのレコンギスタ』企画当初の概要案としてルナツーの設定を含め、下記の様に宇宙世紀の設定変更を検討したという。
- 地球に曳航出来る可能性を持つ「小惑星2182NAY4[注 2]」との発見を切っ掛けに各国政府と企業の意思が行われる[46]。
- その後、火星軌道上の近傍にある小惑星2182NAY4を十数回の核爆発により進路を地球圏に誘導させ、核融合炉エンジンの組み立てと実用化作業を兼ねて曳航作業が行われる[47]。
- 地球上では上記作業に伴う膨大なロケット建造が行われ資源枯渇が懸念されるも、量子力学の応用による埋蔵資源の採掘・貯蓄技術の発展により克服し、この応用が後にミノフスキー粒子の発見につながる[47]。
- 小惑星2182NAY4が月の軌道上に接近してラグランジュ・ポイントの一つに付いた際、『2つ目の月』という意味の「ルナツー」と命名される[48]。
- 月とルナツーの鉱物資源を活用した資源工学が発達した結果、宇宙線を遮蔽できる複合材「ガンマン・マグネット」が産み出され、後に「ガンダリウム」と呼ばれることになる[注 3]。[49]。
- その後地球とスペースノイドの間にてルナツーの領有権争いと緊張関係が勃発。ジオン公国が独立宣言を行い、その裏でルナツーの共同運営権を主張したが地球連邦はそれを拒否し、それが戦争の切っ掛けとなる[50]。

なお、上記の著書の後に発表された漫画『機動戦士ガンダムF90 ファステストフォーミュラ』においても、ルナツーの別名として「小惑星2182NAY4」の記載がある。ただし設定は異なり外宇宙から飛来した小惑星とされ、ガンダリウム合金の素材となるレアメタル「ガンマン・マグネット」の最大鉱床であるとしている。地球に衝突する可能性もあったが、木星の重力によって減速し、火星軌道でキャッチされたとされている。

#### ロードス
『GUNDAM LEGACY』に登場するジオン残党『狼の鉄槌』の小規模小惑星基地。サイド3へのテロ計画である『シルバー・ランス』実行の根拠地として特攻兵器シルバー・ランスの発進基地となった。

### 月

#### アナハイム
Anaheim
『機動戦士Ζガンダム』に登場。アナハイム・エレクトロニクス (AE) 社の直轄領。アレキサンドリアがマラサイを受領した港がある。

#### アンマン
Amman
『機動戦士Ζガンダム』に登場。AE社の工場がある都市。グリプス戦役におけるエゥーゴの拠点の一つ。グラナダからは、そう遠くない距離に位置する。
漫画『機動戦士ガンダム エコール・デュ・シエル』では、サイド7でティターンズより鹵獲したガンダムMk-IIの性能評価が密かに行われている。

#### イプシロン
『SD CLUB』第13-18号で連載された、たけばしんごの漫画『シークレットフォーミュラー フルアーマー百式改』に登場。工業都市で、AE社の拠点のひとつ。エゥーゴのアイリッシュ級戦艦「クークスタウン」を建造しているほか、第4開発局がティターンズの特命により量産型サイコガンダムを開発している。

#### エアーズ
『ガンダム・センチネル』で設定され初登場。最古の月面開発基地が発展した、古く長い歴史を持つ保守派の影響力が強い自治都市。地球の姿を見ることができない月の裏側に位置するが、それ故に地球への思い入れが強く、スペースノイド主体のエゥーゴへの反発から、グリプス戦役直後には行き場を失ったティターンズの兵士を保護し、ペズンの反乱ではニューディサイズに協力した。
漫画『機動戦士ガンダム MSV-R 宇宙世紀英雄伝説 虹霓のシン・マツナガ』ではルウム戦役後に、連邦のシンパが多いことや、近郊にマスドライバーがありそこがキシリア・ザビ旗下のジオン軍に接収され地球攻撃を加えていたことが描かれている。

#### グラナダ
Granada
『機動戦士ガンダム』『機動戦士Ζガンダム』『機動戦士ガンダムΖΖ』に登場。月の裏側に位置する月面第二の都市。
各サイドの建設に必要とされる大量の資材は、フォン・ブラウン市に設けられたマスドライバーから打ち上げられたが、サイド3はフォン・ブラウンの裏側にあたるためにグラナダ基地が開設され、サイド3向けの建設資材を打ち上げた。基地はその後も拡張・発展し、グラナダ市となった。AE社の支社があり、同社とは密接な関係にある。
一年戦争時には、キシリア・ザビ率いる突撃機動軍の本部としてジオン本土最終防衛ラインの一角を占める重要拠点となり、放射状に広がった地下都市はジオン公国軍の軍事要塞だけでなく兵器工場や試験場としても機能した。しかし、大規模な戦闘が行われる前に終戦を迎えたため、劇中では直接の戦場となることは無かった。一方、ゲーム『GUNDAM TACTICS MOBILITY FLEET0079』では、ジオニック社の工場があり、2度の会戦が起きたとされている。宇宙世紀0079年11月7日の第1次グラナダ会戦では、コロンブス級補給艦「スリナガル」を旗艦とする連邦の爆撃艦隊が、グラナダ基地のジオニック社施設への攻撃を行い、14日の第2次グラナダ会戦では、爆撃艦隊に偽装したコロンブス級補給艦（MSを搭載）が、ジオン軍のグラナダ基地守備隊に対して強襲を行ったとされる。
宇宙世紀0080年1月1日には、ジオン共和国と地球連邦の終戦協定が結ばれた場所となる。
『機動戦士ガンダム カタナ』において、宇宙世紀0084年に元フラナガン機関研究員だったアンリ博士と彼の駆るMAグロムリンによって攻撃の危機に晒されるが、これは宇宙に上がった連邦軍部隊「BGST」と、途中から介入した「シン・フェデラル」によって鎮圧される。この事件はシン・フェデラルが裏で仕組んだとも言われているが真相は不明であり、アンリ博士は生還してBGSTに投降している。
宇宙世紀0087年のグリプス戦役時序盤、グラナダの連邦軍は物資の不足を理由にティターンズ艦隊に十分な補給をしなかった。一方、エゥーゴ寄りと思われたくないAE社はティターンズにマラサイを送り、便宜を図る。またグラナダはエゥーゴの重要拠点と見なされていたため、何度も攻撃目標となっている。宇宙世紀0087年8月24日にはティターンズによるコロニー落としを仕掛けられ、グリプス戦役末期にはコロニーレーザー（グリプス2）の標的に、アクシズからは小惑星アクシズ落としの標的になっているが、いずれもエゥーゴが阻止している。
宇宙世紀0088年の第一次ネオ・ジオン抗争時、エゥーゴ所属巡洋艦アーガマとネオ・ジオン所属エンドラ隊との交戦で、市街に最も近い33番港が破損している。
宇宙世紀0093年の第二次ネオ・ジオン抗争時に新生ネオ・ジオンが運用したMSは、ほぼすべてがAE社のグラナダ工場で建造されている。
宇宙世紀からはるか未来（数千年後から1万年後とも）の世界を描いた『∀ガンダム』に登場する月面都市ゲンガナムは、グラナダと同じ位置に建設されている（ギム・ギンガナムも参照）。
小説版『機動戦士ガンダム』での扱い
富野喜幸名義で書かれた小説版にもキシリア指揮下の軍事拠点として登場するが、展開は大きく異なっており、宇宙への反攻を開始した連邦軍艦隊から真っ先に攻略のターゲットとされ、侵攻を受ける。ア・バオア・クーやソロモンからの救援も無いまま防戦を強いられる中、ギレンやドズルらのスケープゴートにされそうな危機感を抱いたキシリアはグラナダ死守を早々に諦め、残存艦隊をまとめてア・バオア・クーへ撤退する。連邦軍は、月の裏側に得たこの橋頭堡を「F・S（ファースト・ステップ）」と名付けた。

#### セント・ジョセフ
St.Joseph
『機動戦士Vガンダム』に登場。ザンスカール戦争時には中立都市であった。この都市の近郊にはリガ・ミリティアの秘密工場「ホラズム」「テクネチウム」が存在する。

#### フォン・ブラウン
Von Braun
月赤道部の東経23.5度付近のクレーターに建造された、月面最初の恒久都市と設定されている。作中において「アームストロング船長の足跡」とも形容されるように、史実上においてアメリカの有人月探査宇宙船アポロ11号の船長であるニール・アームストロングが人類として初めて月に降り立った場所であり、市街地にはアームストロング船長の名を冠した公園も設けられている。都市名は、アポロ11号の打ち上げに使用されたサターンV型ロケットに代表される、数々のロケット開発に大きく貢献した実在の人物であるヴェルナー・フォン・ブラウンにちなむ。
スペースコロニー建造に必要な資源を採掘する基地として設けられ、基地に付随するマスドライバーを用いてサイド1、サイド2をはじめ、サイド3以外のほとんどのコロニー建造に資源を供給した。基地近傍に月面最初の恒久都市が建造され、宇宙世紀0027年にはフォン・ブラウンの名前を冠して完成した。地球との定期便が運行しており、月面都市の中では最初に市政が布かれる。その後、月の裏側にあるサイド3へ資源を供給するために別途グラナダ基地が造られ、同基地はグラナダ市となる。
コロニー建設ラッシュと、宇宙移民者の増大にともなって繁栄する。都市の規模も拡大し、クレーター底面に建造された最初の市街の上に積み重なるように拡張されていく。下層のほうでは天井に照明を配し、内部を照らしている。月面で最大規模を持つ中心都市であり、人口は約5千万人、経済的には豊かで、犯罪発生率は低く治安は非常に良い。グリプス戦役中には、アポロ作戦の標的としてティターンズに襲撃され、占拠されていた時期もある。
また、アナハイム・エレクトロニクスのフォン・ブラウン工場が存在し、数多くのモビルスーツがここで開発・製造されている。デラーズ紛争中にアルビオンが寄港し、大破したガンダム試作1号機を当地で修復・換装したほか、第二次ネオ・ジオン抗争時にはνガンダムがここから発進し、ロンド・ベル隊と合流している。
ザンスカール戦争当時の宇宙世紀0150年代には、連邦政府の中央議会が地球から本市に移転している。『Vガンダム』作中でもロベルト・ゴメス大尉が連邦政府の事を「月の中央政府」と呼ぶ場面がある。
なお、宇宙世紀に改元されるよりも前の時代を舞台とした富野由悠季の小説『アベニールをさがして』ではフォン・ブラウン・ヴィレッジの名で、宇宙世紀から約1万年後の未来を描いたアニメ『∀ガンダム』ではフォン・シティの名で登場する。

## 火星
漫画『機動戦士ガンダムF90』（1990-1991年）では、宇宙世紀0121年のオリンポス山内部に、最後のジオン残党軍である火星独立ジオン軍「オールズモビル」の基地があり、連邦軍第13独立機動艦隊との戦闘（第一次オールズモビル戦役）の舞台となる。
『F90』ではほかに火星の施設は登場しないが、小説『ADVANCE OF Ζ 刻に抗いし者 エゥーゴの蒼翼』の後日譚（最終話、2013年）には0095年にマリナー・シティと呼ばれる植民地が登場する。また、火星は旧世紀にはテラフォーミングが期待され、植民がもっとも有望視されていたが、スペース・コロニーの開発によりメリットが薄れ、火星の開発はごく一部にとどまっている。それでも、ジオン共和国の資本投入が続いているとされる。『F90』では宇宙世紀0121年の第一次オールズモビル戦役において「人類初の異星での戦闘作戦を展開」とされており、『エゥーゴの蒼翼』後日譚にも火星が「まだ一度も戦争になったことがない場所」とある。

漫画『A.O.Z Re-Boot ガンダム・インレ-くろうさぎのみた夢-』および雑誌・ウェブ企画『A.O.Z Re-Boot』（2014年-）では、0089年と0091年における火星のジオン残党「レジオン」と「ジオンマーズ」らの戦いが描かれる。また、同作品では宇宙世紀直前からの火星の歴史も設定され、一年戦争終結後から火星に落ち延びたジオン残党による戦乱があったとされている。
漫画『機動戦士ガンダムF90 ファステストフォーミュラ (F90FF)』の関連年表では、0068年にジオン・ズム・ダイクンが死亡してジオン共和国の首相となったデギン・ソド・ザビが、同年にアステロイドベルトでの独自資源開発と同時に火星の開発も開始したとされる。また0087年には、ジュピトリスの帰還をもって惑星開発計画の規模縮小が決定し、火星植民計画が中止されたとされる。
雑誌『月刊OUT』のパロディ企画「機動戦士Oガンダム」では、第2部の舞台となっている。

### オリンポス山
『F90』では前述の通り、オールズモビルが火山内部に基地を建設しているが、これは40年も前（宇宙世紀0080年代）に計画されていた地球侵攻作戦当初からおこなわれていたとされる。その軍備はナヴィ曰く「コンペイトウの火星版」。最終兵器である「オリンポス・キャノン」は火山の超高圧蒸気で岩塊を射出、さらに電磁誘導によって加速させる。80トン以上の岩塊を射出可能であり、コロニーレーザーと同等の破壊力をもつとされる。合計8,000トン近い砲弾で地球を襲う予定であったが、初弾で連邦軍第13独立機動艦隊旗艦「アドミラル・ティアンム」を撃沈するものの、動力炉の欠陥が判明する。そしてその後の発射の際には、圧力に耐えられず基地とともに完全崩壊している。
『エゥーゴの蒼翼』の後日譚では、0095年にはジオン共和国系の資本によってマス・ドライバーが建造中とされる。また『F90FF』関連年表では、同年にマス・ドライバー基地化計画が開始されたとしている。
『くろうさぎのみた夢』では、0091年にはレジオンの本拠地となっており、火山の熱をパイプラインで北極の氷河に送り溶けた水で作られた湖の中央に巨大な塔が建っている。しかし、ジオンマーズとティターンズ残党による「輝ける星」作戦により塔は崩壊する。

### マリナー・シティ
『エゥーゴの蒼翼』の後日譚が初出。0095年における火星最大の植民地で、植民後数十年が経過しているとされる。
名称は初の火星探査機を由来とする。当時の人口は5万人弱。比較的低緯度のアマゾニア低原に位置し、豊富な湧出量を誇る温泉がある、挨拶はアラビア語が浸透しているが、理由は不明。高さ200メートル程度の支柱が数千本立ち並び、透明な天井と壁を支えており、この巨大な温室構造体は「ラッピング構造体」と呼ばれる。鉛や亜鉛、銅などの鉱物資源の採掘・輸出による利益を支柱の建設費に充ててシティを拡大している。発電施設は、ジムをジムIIに近代化改修する際に生じた熱核反応炉の余剰品を安く買い取ったものが使用されている。
『くろうさぎのみた夢』では、0150年代の同市にある学校の様子が描かれる。建国60周年記念の「再起動祭」のパレードの準備をおこなっているとされる。

### アルカディア
『くろうさぎのみた夢』に登場する火星都市。0091年時点で唯一の植民都市とされており、『エゥーゴの蒼翼』後日譚のマリナー・シティの設定とは異なる。「アルカディアシティ」または「サイドA（アルカディア）」とも呼ばれる。
スペース・コロニーと同時期に建設されるが、宇宙世紀に移行して地球圏の発展とともに忘れられた存在となる。一年戦争終結以降、ジオン公国軍残党のキシリア派である「ジオンマーズ」とギレン派である「レジオン」による覇権争いが繰り広げられる。グリプス戦役終結後の宇宙世紀0088年、ジオンの後継者を名乗るアリシア・ザビがティターンズ残党を率いてレジオンに参入、「インレの翼」を投入してジオンマーズを壊滅状態に追いやり、レジオンを建国する。

### アルカディア平原
『くろうさぎのみた夢』では大工業プラントがあり、火星都市アルカディアが一定の独立自治をたもてるのはここの工業力のためとされる。オリンポス火山の熱源と、北極の氷河の水源をパイプラインで繋いでエネルギーとしている。

### フォボス
火星の第1衛星。『エゥーゴの蒼翼』後日譚の0095年には宇宙港があり、火星の玄関口となっている。ここでシャトルに乗り換えて火星を往来する。
『くろうさぎのみた夢』では、0089年のチェスター宇宙艦隊の攻撃によって宇宙港が破壊され、0091年時には閉鎖中となっている。

## 小惑星帯
宇宙世紀以後、コロニー建造材料の鉱物資源を採掘するために開発の手が伸び、小惑星の内部をくりぬいたいくつかの小惑星都市群が存在する。ただし、それらの小惑星都市は軌道周期が異なるため、連合して一つの国家を形成することができず、独立戦争を起こすまでに発展したスペースコロニーと比較して一大勢力とはなりえなかったという。
一年戦争後アクシズを始め多くのジオン公国軍残党兵士が潜伏していた。(アクシズはその項目の通りUC0087年にかけて小惑星ごと地球圏へ移動)

## 木星
ヘリウム3を採取・輸送するための木星船団が往復しており、「木星帰り」の人間にはしばしばニュータイプの資質を発現させた者が見られる。漫画『機動戦士クロスボーン・ガンダム』によると木星圏のコロニーは物資が不足しており、水さえ配給制になっている。イオには木星帝国の基地があるが、他の衛星に人が住んでいるかどうかは不明。続編である『機動戦士クロスボーン・ガンダム ゴースト』の時代には生活環境が改善され、物資の配給に頼らない国力を持つようになり、さらに続編である『機動戦士クロスボーン・ガンダム DUST』の時代には長引く戦乱で技術力が低下した地球圏を尻目に高い技術力を保持し、安定した立場を維持するようになっている。

## 土星
木星圏よりもさらに地球圏から離れているため、入植等は行われていないが、『機動戦士クロスボーン・ガンダム ゴースト』の時代に木星共和国のユピテル財団が資源調査の名目で土星圏周辺へ探査船を派遣し、希少金属の採取等を行っている。

## 太陽系外

### 系外銀河惑星
小説『機動戦士Vガンダム』では、エンジェル・ハイロゥの破片（リング・スクラップ）の一部はサイキッカー達を内包したまま地球圏を脱出し、他銀河の地球型惑星に着陸したとされる。

### プロキシマ・ケンタウリ
漫画『機動戦士Vガンダム外伝』において、宇宙世紀0653年に世代宇宙船ダンディ・ライオンによる植民が行われた。